# Васякина, Оксана Юрьевна
Оксана Юрьевна Васякина (род. 18 декабря 1989, Усть-Илимск) — российская писательница, поэтесса и феминистка.

## Биография
Родилась 18 декабря 1989 года в городе Усть-Илимск Иркутской области, в рабочей семье. Первый поэтический текст написала в 14 лет. В 2016 году закончила поэтическое отделение Литературного института им. Горького, училась в мастерской Евгения Юрьевича Сидорова. Участница поэтических фестивалей и слэмов в Новосибирске, Перми, Владимире, Москве. Публиковала стихи в журнале «Воздух», газете «ЫШШООДНА», интернет-изданиях «Сноб», «Colta.ru», «TextOnly» и «Полутона».
Первая книга стихов «Женская проза» вышла в 2016 году в издательстве «АРГО-РИСК». В 2017 году написала цикл поэтических текстов «Ветер ярости», вышедший в издательстве АСТ в 2019 году (серия «Женский голос»). С 2021 по 2023 год выпустила романы, составившие автофикшн-трилогию: «Рана» о матери, умершей от рака; «Степь» об отце, погибшем от СПИДа; и «Роза» о тёте, умершей из-за туберкулёза. В 2023 году были опубликованы первые переводы «Раны» на другие языки: финский, немецкий, французский, чешский, английский и венгерский.

## Награды
Входила в лонг-лист литературной премии «Дебют» (2013). Первая книга стихов Оксаны Васякиной «Женская Проза» вошла в шорт-лист Премии Андрея Белого (2016 год) и Премии Аркадия Драгомощенко (2016). Дипломант премии «Московский счёт». В 2019 году стала лауреатом первой степени литературной премии «Лицей» с поэмой «Когда мы жили в Сибири». В 2019 году вошла в длинный список премии имени Александра Пятигорского. В 2021 году роман «Рана» вошёл в Короткий список 16-го сезона Национальной литературной премии «Большая книга». В феврале 2022 года стала лауреатом премии «НОС» за роман «Рана» сразу в двух номинациях — основной и в номинации «Приз академии критиков». В декабре 2023 года роман Васякиной «Роза» получил приз «Выбор поколения» в рамках премии «Большая книга».

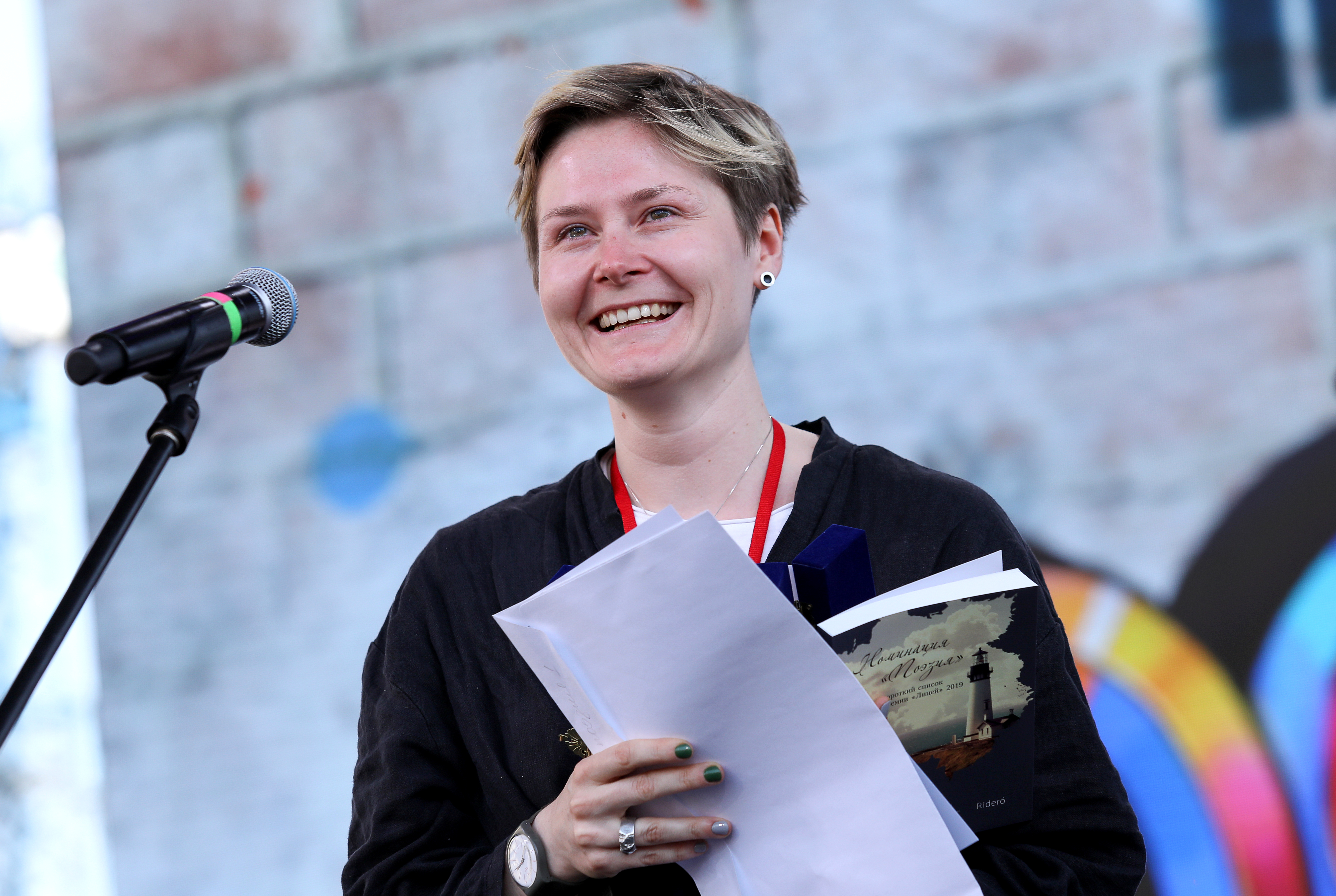
Оксана Васякина на церемонии награждения победителей литературной премии «Лицей»

## Критика
Женское тело у Васякиной показано в противостоянии мужскому, мужчина воспринимается как организатор и контролер социальной среды. Но он поражен, как писала когда-то Александра Коллонтай, эмоциональной атрофией, «любовной импотенцией», в отличие от импотенции физиологической; в пределе «любовной импотенции» — такое овеществление женщины, как изнасилование. В поэзии Оксаны Васякиной реакцией женщины иногда становится ответное насилие, разрушение мужского тела. Но поскольку трехмерного тела, как ни крутись, в двухмерные строчки не уместить, это вербальное насилие против вербального тела.
— Александр Мурашов. «Новый мир»

Поэма Оксаны Васякиной или цикл, обозначенный автором как поэма, — сложное конфликтное высказывание, в котором геопоэтические коды, маркирующие как бы внешнее пространство, являются безусловной частью «сибирского текста» (с его культурно устойчивым образом Сибири), однако утверждать, что поэма посвящена именно Сибири или только ей, было бы опрометчиво.
— Юлия Подлубнова

Оксана Васякина написала, если можно так выразиться, «духоопускательную», глубоко пессимистическую безнадегу — печально итоговую для жанра сибирской поэмы. Выросшая в Усть-Илимске, она вместе с семьей попала в жернова 90-х. Нельзя сказать, что эти жернова мололи с той же силой, что в 20-х или 30-х годах, но на фоне идеологического кризиса системы задержки заработной платы и продуктовый дефицит ударили именно по стержню «сибирской породы» — неистощимой, как казалось, любви и энтузиазму модели «прирастания».
— Марина Кудимова

### Книги
- Оксана Васякина. Женская проза. — М.: Книжное обозрение (АРГО-РИСК), 2016. — 48 с. — (Поколение). — ISBN 978-5-86856-282-2.
- Оксана Васякина, Екатерина Писарева. Ветер ярости. — М.: АСТ, 2019. — 176 с. — (Женский голос). — ISBN 978-5-17-112277-5.[23]
- Оксана Васякина. Рана. — М.: Новое литературное обозрение, 2021. — 280 с. — (Художественная словесность). — ISBN 978-5-4448-1544-1.[24]
- Оксана Васякина. Степь. — М.: Новое литературное обозрение, 2022. — 232 с. — (Художественная словесность). — ISBN 978-5-4448-1788-9.
- Оксана Васякина. Роза. — М.: Новое литературное обозрение, 2023. — 200 с. — (Художественная словесность). — ISBN 978-5-4448-1955-5.
- Оксана Васякина. О чём я думаю. — М.: Новое литературное обозрение, 2024. — 112 с. — (Художественная словесность). — ISBN 978-5-4448-2519-8.
- Оксана Васякина. Такого света в мире не было до появления N.. — М.: Новое литературное обозрение, 2025. — 144 с. — (Художественная словесность). — ISBN 978-5-4448-2679-9.

### Переводы
на английский:
- Oksana Vasyakina. Wind of fury — Songs of fury (в переводах Джонатана Брукса Платта) Sinster Wisdom 110 — Dump Trump: Legacies Of Resistance[25].
- Стихотворение из цикла «Эти люди не знали моего отца» в переводе Евгения Осташевского и Эйнсли Мос[26].
- Роман «Рана» в переводе Элины Альтер (Wound, 2023, tr. Elina Alter)[12].

на итальянский:
- В переводе Массимо Маурицио тексты вошли в антологию disAvcordi Antologia di poesia russa 2003—2016[27].

на румынский:
- В переводе Вероники Штефанец поэма «Когда мы жили в Сибири» вошла в антологию Tot ce poți cuprinde cu vederea Antologia poeziei ruse contemporane[28].

на испанский:
- Поэма «Когда мы жили в Сибири» в переводе Индиры Диаз[29].

на финский:
- Роман «Рана» в переводе Рику Тойвола (Haava, 2023, suom. Riku Toivola)[8].
- Роман «Степь» в переводе Рику Тойвола (Aro, 2024, suom. Riku Toivola)[30]